# 리믹스 문화

크리에이티브 커먼즈에서 제안하고 FreeCulture.org에서 파생된 리믹스 기호로 빌딩 블록 아이콘.

리믹스 문화는 때로는 '읽기-쓰기 컬처'로 기존 자료를 결합하거나 편집해 파생작업을 허용하고 장려하여 새로운 창작물이나 제품을 만드는 사회를 표현하는 용어이다. 기본적으로 저작권 소유자의 작업을 개선, 변경, 통합 또는 거부하려는 노력을 허용할 수 있다. 요소 결합은 인류 역사 전반에 걸쳐 모든 영역의 예술가들이 공통적으로 사용해 온 관행이지만, 지난 수십 년 동안 독점적인 저작권 제한의 증가는 이러한 관행을 점점 더 법적 충격 효과에 의해 제한한다. 대응으로 하버드 법학 Lawrence Lessig 교수는 리믹스를 인간의 창의성을 위한 바람직한 개념으로 간주하고 있으며, 2000년대 초반부터 연구해 왔다. 레식(Lessig)은 2001년에 Creative Commons를 설립하여 Creative Commons License를 발표하였다.라이센스는 현재 지적재산에 적용되는 기본 독점적 권리 저작권 체제에 의해 리믹스 문화가 법적으로 금지되기 때문에 다시 리믹스 문화를 가능하게 하는 도구이다. 문화 작품을 위한 리믹스 문화는 소프트웨어 이동을 위한 이전 자유 및 오픈 소스 소프트웨어와 관련되어 있으며, 소프트웨어 작품의 재사용과 리믹스를 장려한다.

## 설명

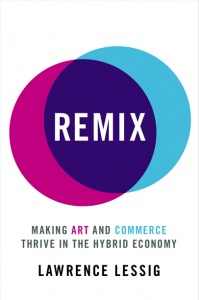
2008년 로렌스 레식(Lawrence Lessig)이 쓴 "리믹스: 하이브리드 경제에서 예술과 상업이 번성하도록 만들기"는 리믹스 문화를 설명한다. 책 자체는 CC BY-NC 라이선스에 따라 사용 가능하므로 리믹스가 가능하다.

일반적인 읽기 전용 미디어 문화에서 문화는 다소 수동적으로 소비된다. 정보 또는 제품은 특정 제품/제품에 대한 권한을 가진 '전문' 소스, 콘텐츠 산업에 의해 제공된다. 콘텐츠 제작자와 콘텐츠 소비자의 역할 분리가 뚜렷해 창작 콘텐츠와 아이디어만 일방적인 흐름이 이어지고 있다. [[아날로그 신호]I아날로그]] 대량 생산 및 복제 기술(라디오 방송과 같은 사전[디지털 혁명] 및 [인터넷])은 본질적으로 RO 문화의 생산 및 유통 비즈니스 모델을 가능하게 했으며 소비자의 역할을 미디어 소비로 제한했다.
디지털 기술은 그 이전의 아날로그와 같은 '자연적' 제약조건을 가지고 있지 않다. RO 문화는 인터넷에 의해 가능해진 "자유" 배포와 경쟁하기 위해 기록되어야만 했다. 이는 주로 [DRM](Digital Rights Management)의 형태로 수행되며, 이는 대부분 임의적인 사용 제한을 부과한다. 그럼에도 불구하고 DRM은 아날로그 미디어의 제약 조건을 적용하는 데 대체로 비효율적인 것으로 입증되었다
"읽기/쓰기 문화"는 생산자와 소비자 사이에 상호 관계를 가지고 있다. 노래 등 작품을 찍고 이를 민간에서 전용하는 것은 재생기술이 등장하기 전 '대중' 문화로 꼽혔던 RW문화의 모범이다. 그러나 곧이어 시행된 기술과 저작권법은 대중 문화의 역동성을 변화시켰다. 그것이 전문화되면서, 사람들은 전문가들에게 생산을 연기하도록 가르침을 받았다.
디지털 기술은 RW 문화를 되살리고 생산을 민주화하기 위한 도구를 제공하며, Web 2.0이라고도 한다. 블로그는 이 민주화의 세 가지 층을 설명한다. 블로그는 비전문적인 사용자 생성 컨텐츠에 대한 액세스를 허용함으로써 콘텐츠 산업과의 관계를 재정의했다. 곧이어 이어진 '댓글' 기능은 독자들이 아마추어 기고자들과 대화를 나눌 수 있는 공간을 제공했다. 사용자가 콘텐츠를 기반으로 블로그를 '태깅'하는 것은 사용자가 관심사에 따라 콘텐츠의 바다를 필터링하는 데 필요한 계층을 제공했다. 세 번째 계층은 여러 웹사이트들 사이의 클릭 수를 세어, 선호 데이터베이스들을 구성함으로써, 다양한 웹사이트들 사이의 관계를 분석하는 봇들을 추가했다. 세 계층이 협력하여 블로그스피어를 통해 사용자를 안내하는 역할을 하는 평판 생태계를 구축했다. 많은 아마추어 온라인 출판물이 전문 소스의 타당성과 경쟁할 수 없다는 것은 의심의 여지가 없지만, 디지털 RW 문화의 민주화와 평판의 생태계는 디지털 RO 이전 모델에서는 이용할 수 없었던 많은 재능 있는 목소리를 들을 수 있는 공간을 제공한다.

## 미디어 문화의 결합
리믹스 문화가 살아남기 위해서는 다른 사람들이 공유하고 만들어야 한다. 이것이 참여 문화가 시작되는 지점이다. 소비자들이 기여자가 됨으로써 참여하기 시작하며, 특히 이러한 미디어 문화와 함께 성장하는 많은 10대들이 참여하기 때문이다.< 2013년 Henry Jenkins에 의해 "참여 문화에서 읽는 것"이라는 책이 출판되었는데, 이 책은 원작을 리믹스하여 학생들에게 새롭고 신선한 경험을 선사하는 데 초점을 맞추고 있다. 이 교육 형식은 참여 문화와 리믹스 문화 사이의 상관 관계를 강제하는 동시에 진화하는 문학에서 그것의 중요성을 강조한다. 리믹스 문화는 교육의 필수적인 부분이 될 수 있다. 의심할 여지 없이, 학자들은 다른 사람들의 연구에 대해 분석하고 보고할 때 끊임없이 리믹스를 한다. 한 연구는 학습된 정보를 제시할 때 학생들 사이의 리믹스 사용을 조사했다. 예를 들어, 학생들은 다양한 원본 출처에서 이미지, 텍스트 및 기타 정보를 슬라이드 프레젠테이션과 같은 표시 가능한 형식으로 가져와 검토한 자료에 대한 이해를 입증할 수 있다..미디어 문화 소비자는 예술과 콘텐츠를 용도 변경 또는 재창조할 수 있는 것으로 보기 시작하므로 제작자가 될 수 있다. 실제로 대중음악학회 기사에 따르면, 리믹스 문화의 아이디어는 소비자가 제작자인 모든 형태의 디지털 미디어를 통합한 현대 기술의 결정적인 특징이 되었다.

## 아티스트에게 미치는 영향
리믹스 문화는 예술가들이 "[원작]"을 소유하거나 소유하는 것이 거의 불가능한 환경을 만들었다. 미디어와 인터넷은 예술을 공개하여 다른 해석과 그 대가로 리믹스를 할 수 있게 하였다. 21세기의 가장 큰 예는 [밈]의 사상이다. 일단 밈이 cyberspace에 들어가면, 자동적으로 다른 사람이 와서 그림을 리믹스할 수 있다고 가정된다. 예를 들어, 화가[르네 마그리트]가 만든 1964년 자화상은 [인간의 아들|"Le Fils De L'Homme]]]가 리믹스하여 길거리 예술가[론 잉글리쉬 (Ron English (예술가)|그의 작품 "Stereo Magritte"에서 Ron English]]]이다. (See Memes in "Reception and Impact")

## 장애인 서비스 저작권 및 리믹스
장애 서비스 기술에 대한 면제가 존재하며, 이를 이용할 수 있도록 저작권으로 보호되는 미디어를 변경할 수 있다. 미국 시각장애인재단(AFB), 미국 시각장애인협의회(ACB) 및 사무엘슨-글루시코 기술법 & 정책클리닉(TLPC)은 시각장애인이 시각장애인의 저작권을 저작물로 전환할 수 있는 면제를 갱신하기 위해 미국 저작권 사무소, 의회 도서관 등과 협력하고 있다. 그리고 그것은 접근할 수 있다. 저작권이 있는 자료가 법적인 방법으로 입수되는 한, 그 면제는 장애인이 접근할 수 있도록 돕기 위해 그것을 다시 혼합할 수 있도록 허용한다. 이 예외는 필요할 경우 점자 또는 시각 텍스트로 전사할 텔레비전이나 라디오와 같은 공개 방송을 전사하는 것을 포함하여 광범위하게 확장된다. 인식을 제한할 수 있는 장애인이라면 누구나 취득한 적절한 면허를 통해 합법적으로 취득한 저작권이 있는 자료는 그들의 이해를 위해 재혼용될 수 있다. 2012년에 마지막으로 갱신되어 계속해서 유지되고 있다.

## 리믹스 영역

### 민속 및 성악 전통

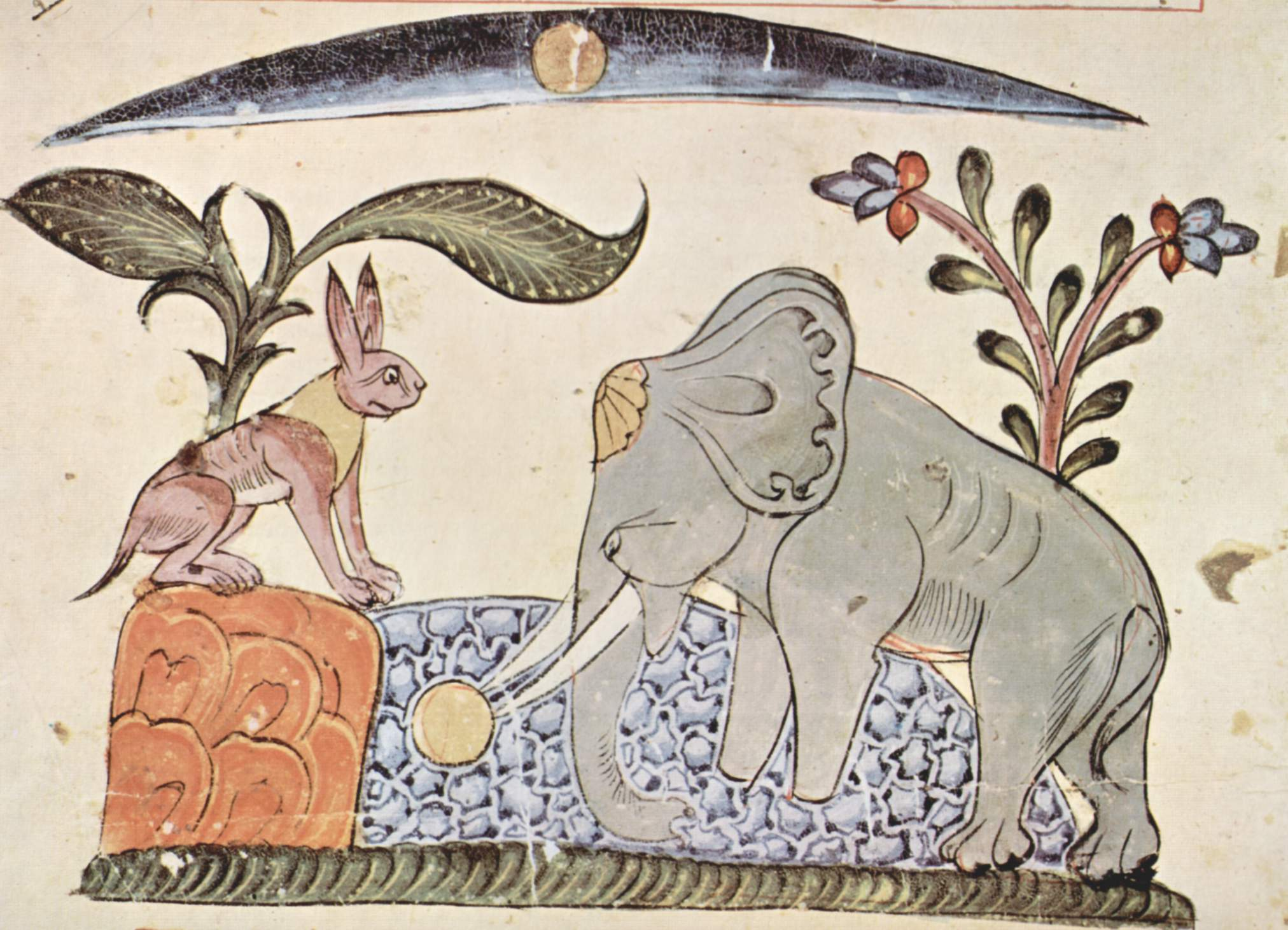
An illustration from a 1354 Syrian edition of the Panchatantra, an ancient Indian collection of animal fables. The original work is believed to be composed around the 3rd century BCE, based on older oral traditions, including "animal fables that are as old as we are able to imagine".

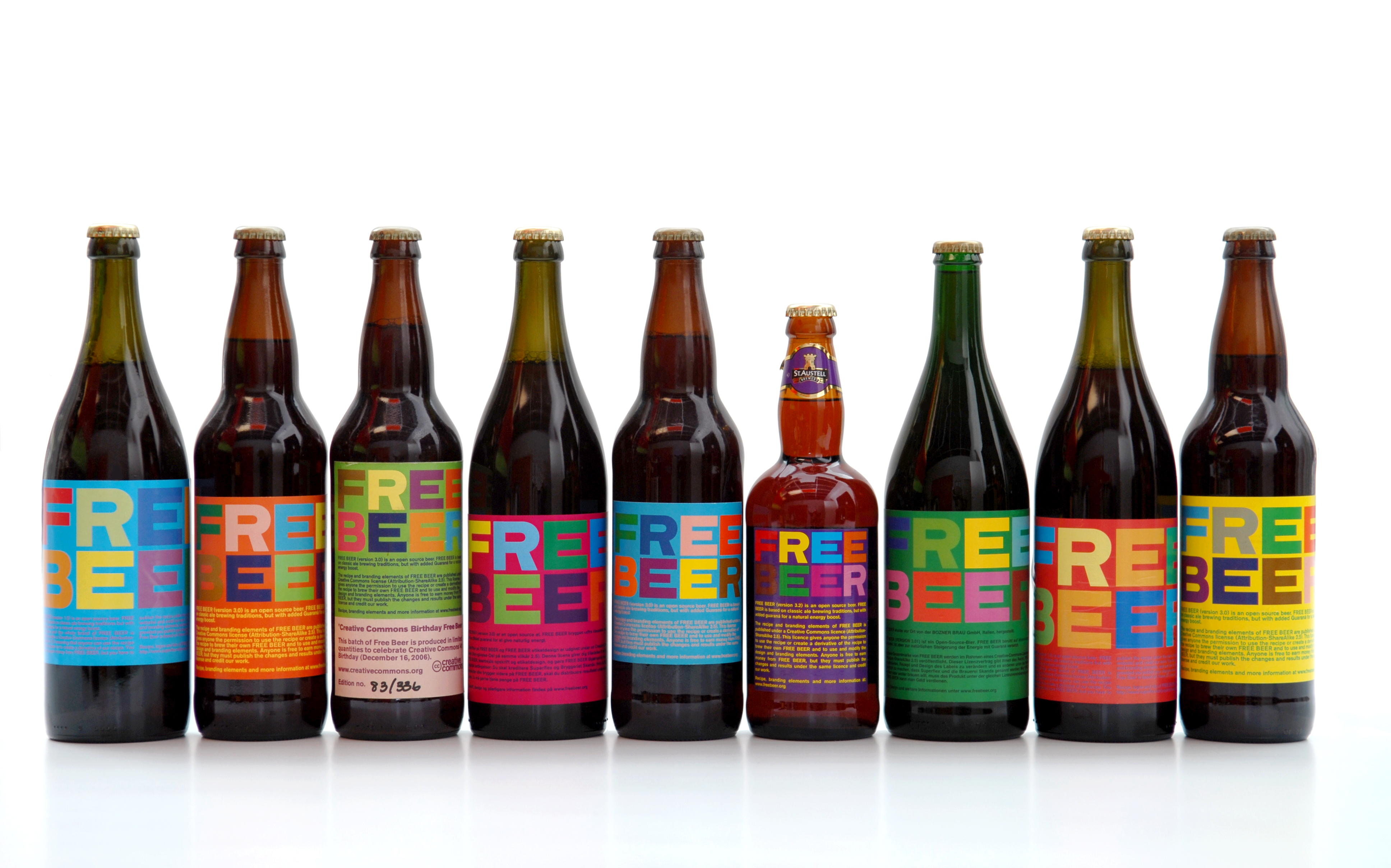
Various "remixed" Free Beer variants in recipe and label artwork, created since the first release in 2005 under a Creative Commons license.

- [민속]은 저작권법보다 훨씬 이전에 존재했다. [민속담], [민속담], [민속미술], [민속시] 등 모든 것이 [민속담]을 통해 끊임없이 개정되었다. 램세이 우드에 따르면,[23]리믹스 문화의 가장 오래된 예는 이야기 틀 안에 배치된 고대 인도n의 시와 산문의 연관성이 있는[동물우화] 컬렉션Panchatantra이다. 원본 산스크리트 작품은 기원전 3세기경에 "우리가 상상할 수 있는 만큼 오래된 동물 우화"를 포함하여, 오래된 구법 전통에 바탕을 둔 판차탄트라는 그 후 2300년 동안 전 세계 50개 언어로 최소 200번 재해석되었다.[24][25][26]
- 요리 레시피는 더 이상 유전되어 적응과 개선을 위해 제한 없이 공유된 인류의 가장 오래된 지식 중 하나일 수 있다. 최근의 예는 Creative Commons License에 따라 레시피와 레이블 아트워크가 있는 Superflex의 Free Beer 프로젝트이며, 무료 적응과 재사용을 적극적으로 장려하고 있다.
- 패러디는 예술의 다른 작품을 비웃기 위해 각색한 포식의 한 형태이다. 패러디는 적어도 [고대 그리스] 시대까지 거슬러 올라간다. 패러디는 [문학], [음악], 영화를 포함한 모든 예술 매체에 존재한다.

### 그래픽 아트
- 그래픽 아트에서의 리믹스는 오랫동안 [Apitation (art)|Apitation]으로 알려져 있다. [[graphic]에서 용도의 예는 Leonardo da Vinci의 작품 Mona Lisa을 끝없이 리믹스한 것이다.이다.(see Mona Lisa replicas and reinterpretations and Derivative works of Mona Lisa) 이 그림은 수없이 다양한 얼굴과 포토샵으로 재현되었다.[Marcel Duchamp]의 L.H.O.Q.와 같은 포토샵 효과. 일부 리믹스된 이미지에는 Mr.Bean과 [Mr.Bean]이 혼합된 모나리자의 이미지와 외계인 같은 버전이 있다.

Graffiti in Tehran by a1one

- [Graffiti]는 참가자들이 주변 환경 및 환경과 상호작용하는 읽기/쓰기 문화의 한 예이다. 광고가 벽을 장식하는 것과 마찬가지로, 그래피티는 대중들이 그들의 건물에 전시할 이미지를 선택할 수 있게 한다. [Aerosol paint|spray paint]] 또는 다른 매체를 사용하여 아티스트들은 기본적으로 리믹스하고 벽이나 다른 표면을 변화시켜 자신의 트위스트나 비평을 표현한다. 예를 들어, [Banksy]는 유명한 영국의 현대 그래피티 예술가이다.

### 도서 및 기타 정보

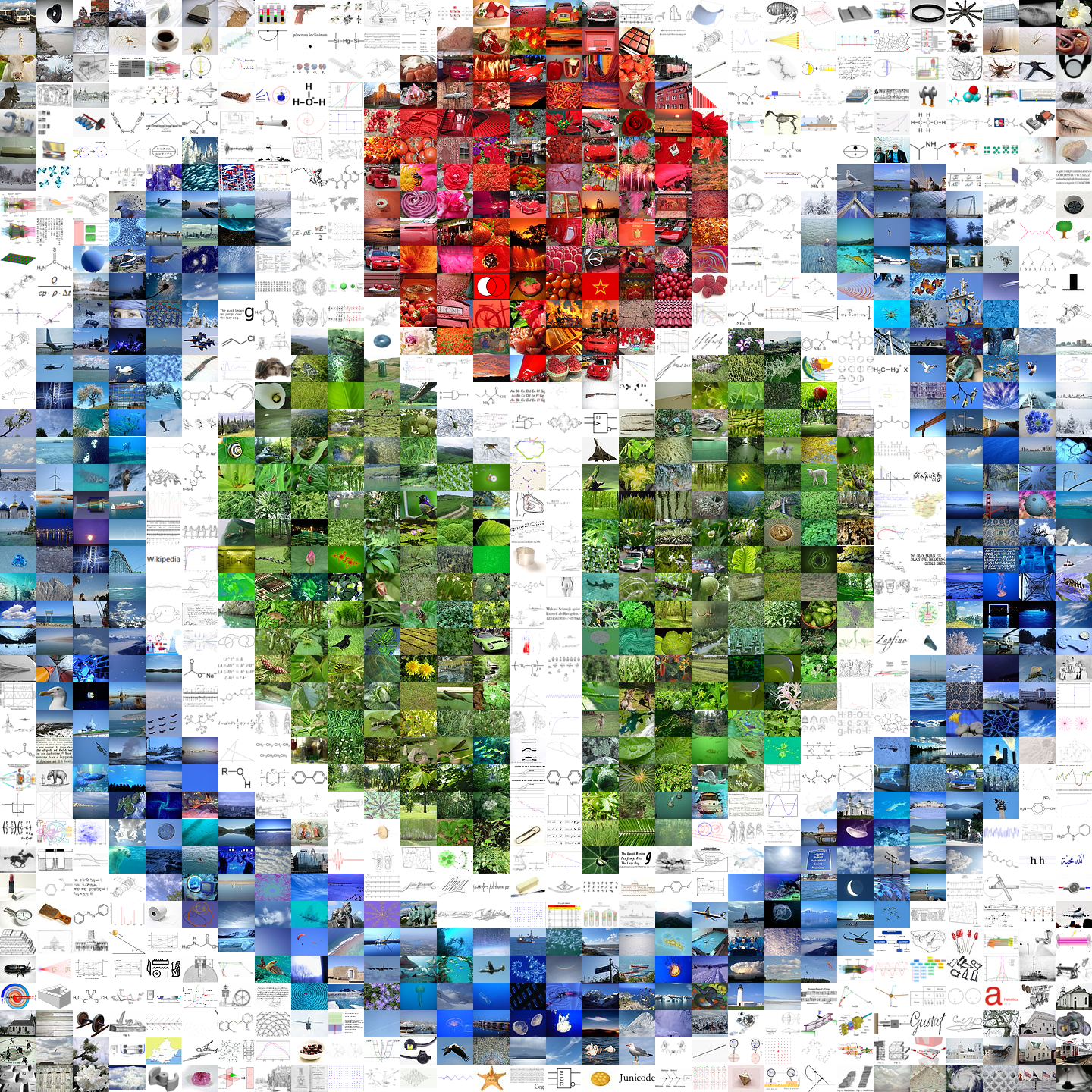
Wikimedia logo mosaic to commemorate the one millionth file at Wikimedia Commons. Remixed from the contributed images on the Wikimedia commons.

- [Wikipedia]는 백과사전에 지식을 추가할 것을 권장하는 서면 리믹스의 한 예이다. wiki 기반 웹 사이트를 통해 사용자는 제공된 정보를 리믹스할 수 있다. [Amazon.com]은 위키피디아를 "세계에서 가장 철저하고 최신의 백과사전"이라고 불렀는데, 이는 위키피디아가 수많은 사람들에 의해 편집되고 제작되었기 때문이다.[27]
- 스캔은 언어에서 다른 언어로 팬메이크[번역]하는 언어이다.
- 여러 권의 책을 합친 북매시업(Book mashups)은 2009년 [Seth Grahame-Smith]의 '[오만과 편견과 좀비]'로 주목을 받았다.
- OpenStreetMap 프로젝트에서는 free 편집이 가능한 map 세계의[28]2백만 명 이상의 등록된 사용자가 수동 설문 조사, [GPS] 장치, 항공 사진 및 기타 무료 소스를 사용하여 데이터를 수집한다.[29]
- [Wikimedia Commons]는 Wikimedia Commons에서 제공하는 디지털 데이터 저장소이다. 대부분 이미지와 사운드 파일인 이 콘텐츠는 Creative Commons 라이센스에 따라 누구나 무료로 재사용하고 리믹스를 할 수 있도록 라이센스가 부여된다. 또 다른 예로는 크리에이티브 커먼즈 라이센스 옵션을 제공하는 협업 이미지 호스팅 사이트 Flickr와 [Deviantart]가 있다.

### 소프트웨어 및 기타 디지털 제품
소프트웨어를 [디지털 굿]으로 사용하는 것이 적응 및 리믹스에 적합하다.
- 1960년대와 1970년대의 사전 인터넷[[Public Domain Software]은 type-in program로서 지속적으로 공유, 편집 및 개선되는 소프트웨어였다. [무료 및 오픈 소스 소프트웨어] 운동은 이러한 프로그램의 후신으로 볼 수 있다.
- 1990년대에 "읽기 전용"[독점 소프트웨어]와 반대로 확립된 [자유 및 오픈 소스 소프트웨어] 문화에서 공유, [포크(소프트웨어) |포크] 및 재사용은 개발 모델의 자연스러운 부분이다. 예를 들어, 상용 자손[[Android (OS)|Android]와 ChromeOS와 Rinux는 소프트웨어 "remix culture"의 매우 성공적인 결과이다.
- [Software repository|software reposities]]를 앞둔 인터넷의 도래는 2000년대에 리믹스 소프트웨어 개발 모델을 크게 도왔다. [GitHub]는 2008년부터 리믹스 스타일, 특히 Web Development에서의 협업 소프트웨어 개발을 더욱 촉진시켰다.
- 팬게임은 하나 이상의 확립된 비디오게임에 바탕을 둔 made by fans 로, 공식 속편이 없을 때 속편 역할을 하는 경우가 많다.[30]도진 소프트는 일본 고유의 변형으로, 일반적으로 전용 하드웨어 콘솔을 위한 홈브루이다.
- [OverClocked ReMix]는 [[Digital 보존|보존]을 위해 비디오 게임 음악]을 후원하고 [비상업]을 통해 곡을 다시 편곡하고 다시 해석하는 커뮤니티이다.
- 비디오 게임 모드는 출시된 비디오 게임의 크리에이티브 어댑테이션이다.[31] 000년대에 비디오 게임 산업은 잠재성을 알아냈고 종종 모드 제작자들을 적극적으로 모뎀 키트로 지원한다. 팬들이 [[Bug(소프트웨어)|버그] 또는 단점을 완화하기 위해 만든 팬 패치, 서버 에뮬레이터, 비디오 게임의 팬 번역 등이 특별한 경우이다.[32]
- Machinima는 비디오 게임으로부터 또는 비디오 게임으로 "리믹스"된 팬메이드 비디오로, 본래의 범위와 의도를 훨씬 뛰어넘는다.
- [[Retrocomputing] 및 emulation 및 reverse Engineering으로서의 컴퓨터 및 디지털 보존 활동은 리믹스 문화의 한 측면으로 설명되었다.[33]
- 가정용[3D 인쇄]는 리믹스에 크게 의존한다. 이를 통해 사용자는 기존 설계의 용도를 변경할 수 있다. 여러 학술 연구에서 3D 프린팅 커뮤니티를 위한 리믹스의 중요성을 강조했다.[34][35][36][37] [Thingiverse]는 사용자가 광범위한 디지털 모델을 만들고 공유하고 액세스할 수 있도록 하는 3D 프린팅 커뮤니티이다. 기존 모델을 리믹스할 가능성이 이 플랫폼의 핵심이다. 2016년 마이크로소프트에서는 3D 인쇄 모델 전용 커뮤니티인 Remix3D.com을 시작했다.

### 음악
- [DJING]은 미리 녹음된 음악 자료를 새로운 작곡에 맞춰 실시간으로 재배열하고 리믹스하는 행위이다. 이 음악에서 리믹스라는 용어는 다른 영역으로 퍼져나갔다.
- 음악 제작에서 샘플링]은 새로운 작품을 만들기 위해 재사용하고 리믹스를 하는 예이다. 샘플링은 [힙합 문화] 문화 내에서 널리 인기가 있다. [Grandmaster Flash]와 [[Afrika Bambaataa]는 샘플링을 사용한 최초의 힙합 아티스트 중 일부였다. 이 연습은 또한 [Willie Dixon], [Howlin' Wolf], [Jake Holmes], Spirit와 같은 많은 행위들로 음악의 상당 부분을 보간한 [Led Zeppelin]과 같은 예술가들로부터도 추적될 수 있다.[38] 기존 곡을 작은 클립으로 바꾸고, 피치와 같은 다른 매개 변수를 새 곡에 통합함으로써 아티스트가 직접 곡을 만들 수 있다.
- Music mashups는 기존 음악 트랙의 혼합이다. 2004년 음반 "because BC presents The beastles"는 호평을 받았으며[39][40] Newsweek'[41]와 Rolling Stone.[42]에 수록되었다. 만화가의 커버아트를 담은 두 번째 앨범 "Let It Beast"가 2006년에 제작되었다.

### 영화 및 비디오
영화에서, 리믹스는 종종 행해지고 여러 가지 형태로 일어난다.
- 대부분의 새로운 영화는 [만화책|만화], [그래픽 소설], [북] 또는 다른 형태의 미디어를 각색한 것이다. 다른 할리우드 영화 작품 대부분은 엄격한 일반 줄거리를 따르는 것이 일반적이다.[43] 이러한 형태의 영화는 독창적이고 창조적으로 보이기는커녕 오히려 리믹스의 한 형태인 이전 작품이나 장르 공식의 소재에 적응하는 것에 의존한다. 그 대표적인 예가 다른 영화들에서 많은 기술과 장면 템플릿을 가져온 영화 [Kill Bill]'이다. (이 모든 것을 예언한 영화들은 [황홀한 7인방]', '[7인방 사무라이, 세르지오 리온의 "[달러] 주먹]"이다.)[44]

Video mashups는 서로 뚜렷한 관계가 없는 기존의 [[video] 소스 여러 개를 통합 비디오로 결합한다. 매시업 비디오의 예로는 [ movie trailer remixes, vids, YouTube Poop, supercut이 있다.
- Vidding은 미디어 팬덤에서 팬 노동 하나 이상의 시각적 미디어 소스의 영상에서 뮤직비디오를 만들어 새로운 방식으로 소스 자체를 탐색하는 관행이다. 애니메이션 쇼의 특화된 형태는 팬들이 만든 [Anime Music Video]s라고 불린다.
- DJING와 유사한 VJING은 기술적 중재와 청중을 위한 음악과 동기화 이미지를 실시간으로 조작하는 것이다.[47]
- Fandub와 Fansub는 개봉한 영화 소재에 대한 팬들의 리워크이다.
- [[Walt Disney] 작품들은 [[미녀와 야수]|"미녀와 야수"]], "알라딘"], [[겨울왕국 (2013년 영화)|"겨울왕국"]과 같은 중요한 회사 리믹스 사례이다. 이러한 리믹스는 초기 [[공용 도메인] 작품을 기반으로 한다(디즈니 필름은 원래 소스에서 변경됨).[48][49] Lawrence Lessig는 [Walt Disney]를 "remixer experience"라고 불렀고 2010년 그를 리믹스 문화의 이상이라고 칭송했다.[50] 그러나 일부 기자들은 디즈니가 예전보다 팬 리믹스([팬아트])를 더 용인한다고 보도한다.[51]

### GIF
GIF는 리믹스 문화의 또 다른 예이다. 그것들은 온라인 대화에서 개인적인 표현에 사용되는 영화의 삽화와 작은 클립이다. GIF는 일반적으로 영화, TV 또는 [유튜브] 비디오와 같은 온라인 비디오 형식에서 가져온 것이다. 각 클립은 보통 약 3초간 지속되며 "루프, 확장 및 반복된다." GIF는 매스 미디어 샘플을 가져와 원래 컨텍스트에서 그 의미를 다시 상상하거나 리믹스하여 다른 컨텍스트에서 개인 표현의 형태로 사용한다. 다양한 미디어 플랫폼에서 사용되지만 [Tumblr]에서 펀치 라인을 명확하게 표현하는 데 가장 널리 사용된다.

### 팬픽
팬픽션IFanfiction은 책, TV 쇼, 영화, 음악가, 배우 등을 포함한 다양한 형태의 가상 및 논픽션 미디어와 관련된 리믹스 문화의 한 예이다. 팬픽션(Fan Fiction)은 팬픽 작가 자신의 이야기나 원작의 이야기를 하기 위해 작가 팬덤의 캐릭터들을 그린, 쓰여진, 리믹스된 픽션이다. 리믹스 컬처(Remix Culture)는 한 작품을 다른 용도로 제작하여 용도 변경을 하는 크리에이터에 의존한다. 마치 팬픽션이 기존의 작품을 가져가서 새로운 이야기나 일련의 사건을 위해 그것을 용도변경하는 것처럼 말이다. 스티븐 헤쳐는 팬픽션, 그리고 더 넓은 차원의 리믹스 문화는 창의적인 아웃렛을 제공함으로써 팬픽션의 쓰기와 읽기에 참여하는 사회에 사회적 이익을 제공할 수 있다고 쓰고 있다. 팬픽션은 다양한 스타일로 리믹스된다. 일부 작성자는 기존의 문자를 사용하지만 다른 설정으로 배치하기도 한다. 다른 사람들은 기존 설정을 사용하고 새로운 문자로 배치하는 등의 작업을 수행한다.

### 종교에서의 리믹스
역사를 통틀어 리믹스 문화는 구술적 이야기의 교환뿐만 아니라 성경을 통해서도 진실했다. Eugene H. Peterson은 2002년 저서 The Message (Bible)에서 성경 이야기를 재해석했다.성경을 보다 간단하게 해석할 수 있는 메시지// 리믹스]"이다. 리믹스한다는 발상은 경전을 해석하고 자신의 목소리를 이용해 성경적 서사를 만들어 내는 [퀘이커스]의 발상으로 거슬러 올라갔는데, 이는 더 일반적인 "읽기 전용" 관행에 어긋나는 것이었다.

### 한국에서의 리믹스
한국에서의 리믹스가 가장 많이 사용되는 분야는 음악이다. 이전의 서정적인 스타일의 음악스타일 (대표적으로 김광석이 있다)이 대표적인 한국의 노래 트렌드이었다면, 아이돌 세대가 시작되고 디스크자키 등 여러 음악 장르가 한국에 유입되면서, 한국의 음악에서의 리믹스 문화가 크게 발전되었다. 그래서 우리가 생활 속에서 많이 접할 수 있는 리믹스 분야도 음악이다. 기존에 나왔던 곡에 대하여 다른 가수가 비슷하지만, 그 시점의 트렌드에 맞추어 곡을 다시 불러 음반을 내는 경우가 있다. 아이유의 꽃갈피 시리즈 등이 예시가 될 수 있다. 또한 다른 경우로는, 기존에 나왔던 곡에 비트와 분위기만 비슷하게 가져가고, 다른 가사와 영상을 덧붙여 발전시키는 경우도 존재한다. 대표적으로, 유튜브를 통해 화제를 모으게 된 비의 깡을 MBC '놀면 뭐하니?'에서 출연한 쌈디 등의 가술들이 다시 리믹스 하여 역주행의 기운을 이어받은 경우가 있다. 이는 또 다른 유행을 낳게 되었고, 많은 반응을 얻을 수 있었다. 이를 통해 리믹스 문화가 한국의 음악의 또 다른 유행 문화가 되었다고 볼 수 있다.

## 역사
리믹스는 항상 인간 문화의 일부였다. 미국 미디어학 교수Henry Jenkins는 "19세기의 미국 예술 이야기는 다양한 토착 및 이민자 인구에서 가져온 민속 전통의 혼합, 일치, 병합의 관점에서 말해질 수 있다"고 주장했다. 리믹스의 또 다른 역사적 예는 [Cento (시)|]이다.[중세 유럽]에서 인기 있는 문학 장르인 센토(Cento)]는 주로 다른 작가의 작품에서 직접 차용된 시나 발췌문으로 구성되어 새로운 형태나 순서로 배열되어 있다.
미디어 기록과 재생산에 대한 기술적 진보에 따라 생성과 소비의 균형이 바뀌었다. 주목할 만한 사건은 책[인쇄기]의 발명과 문화 및 법률의 심각한 변화를 이끄는 아날로그[음향 녹음/복제]이다.

### 아날로그 시대
20세기 초, 아날로그 혁명의 여명기에, 미국의 작곡가이자 지휘자인 [[로맨티시즘]이 있었다.낭만주의 시대]는 1906년 현재 이용 가능한 "캔 음악"에 의한 음악 문화의 부정적인 변화에 대한 청문회에서 경고하였다.
"These talking machines are going to ruin the artistic development of music in this country. When I was a boy...in front of every house in the summer evenings, you would find young people together singing the songs of the day or old songs. Today you hear these infernal machines going night and day. We will not have a vocal cord left. The vocal cord will be eliminated by a process of evolution, as was the tail of man when he came from the ape."

전문화된 값비싼 생성 장치("읽기-쓰기")와 전문화된 저렴한 소비 장치("읽기 전용")는 적은 수의 중앙 집중화된 생산과 많은 수의 분산화된 소비를 가능하게 했다. 저가의 소비자를 위한 아날로그 장치는 쓰기 및 생성 능력이 부족하며 신문, [주크박스], [라디오], 텔레비전 등 빠르게 보급된다. 이 새로운 비즈니스 모델인 산업 정보 경제은 독점적 권리]저작권의 강화와 19세기와 20세기에 걸쳐 리믹스 문화와 [공공 도메인]의 약화를 요구했고 그 결과로 이어졌다.
아날로그 생성 장치는 비용이 많이 들었고 편집 및 재배열 기능도 제한적이었다. 작품의 아날로그 복사본(예: [[오디오 테이프])은 품질이 지속적으로 악화됨에 따라 종종 편집, 복사 및 작업을 무한대로 수행할 수 없다. 그럼에도 불구하고, 창조적인 리믹스 문화는 어느 정도까지 살아남았다. 예를 들어 작곡가 [[John Oswald (작곡가)|존 오스왈드] 신학 1985년 기존 [[음향 녹음 및 재생]에 기초한 [[음향 콜라주]를 위한 [[음향 녹음 및 재생]을 위한 [음향 해적]]을 그의 [에세이] "구성적 특권으로서]"에서 [[플론더포닉스]라는 용어를 사용했다.

### 디지털 시대 현상으로 리믹스

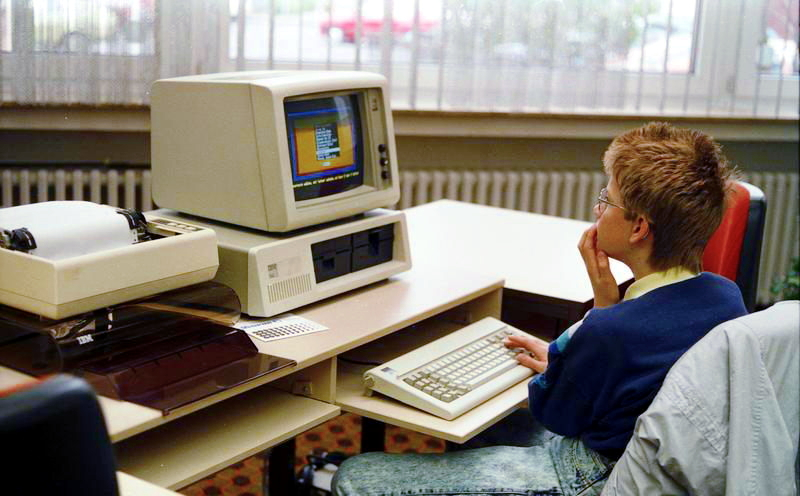
IBM Personal Computer XT in 1988, a digital remixing enabling prosumer device, affordable for the masses.

기술은 [디지털 혁명]과 함께 근본적으로 변화했다. 디지털 정보는 종종 품질 손실 없이 무한히 복제 및 편집될 수 있다. 그러나 1960년대에 그러한 기능을 갖춘 최초의 디지털 일반 컴퓨팅 장치는 전문가와 전문가만을 위한 것이었으며 매우 비쌌다. [[비디오 게임 콘솔]과 같은 최초의 소비자 지향 장치는 본질적으로 RW 기능이 부족했다. 그러나 1980년대에 가정용 컴퓨터와 특히 [IBM 개인용 컴퓨터]가 등장하면서 생산과 소비를 동시에 할 수 있는 디지털[프로슈머] 장치가 대중들에게 저렴한 가격에 제공되었다. 소프트웨어의 경우와 마찬가지로, 1990년대에 자유 및 오픈 소스 소프트웨어 운동은 누구나 편집 가능성의 개념을 기반으로 소프트웨어 생태계를 구현했다.

### 인터넷 및 웹 2.0
1990년대 후반과 2000년대 초반 인터넷의 도래는 예술, 기술, 사회의 모든 영역에서 "리믹스 문화"를 재실행하는 매우 효과적인 방법을 만들어냈다. TV 및 라디오와 달리, [단방향 네트워크|단방향] 정보 전송(프로듀서 대 소비자)을 통해, 인터넷은 본질적으로 [[듀플렉스(통신)|양방향]이므로 [피어 투 피어] 동적이 가능하다. Web 2.0 이상의 [사용자 생성 컨텐츠]를 통해 일반 기반 피어 프로덕션 가능성이 높아짐에 따라 이러한 속도가 더욱 빨라졌다. 노래, 비디오 및 사진의 리믹스가 쉽게 배포되고 만들어진다. 프로급과 아마추어급으로 이뤄지는 창작물에는 끊임없는 수정이 있다. [GarageBand] 및 [Adobe Photoshop]과 같은 다양한 최종 사용자 지향 소프트웨어를 사용하면 쉽게 리믹스할 수 있다. 인터넷은 대중들에게 리믹스를 배포할 수 있게 해준다. 인터넷 밈은 웹과 그 사용자가 가능하게 만든 바이러스 확산 과정에 의해 생성, 필터링 및 변환되는 인터넷 전용 창작 콘텐츠이다.

### 크리에이티브 커먼즈 창립

Creative Commons license spectrum between public domain (top) and all rights reserved (bottom). On the left side the permitted use cases, on the right side the license components. Remixing is permitted in the two green license groups.

웹의 개화 공유 및 리믹스 활동을 제한하기 시작한 보다 제한적인 저작권 시스템([Sonny Bono Copyright Term Extension])에 대한 대응으로 DMCA은 2001년에 Creative Commons를 설립하였다. 2002년 크리에이티브 커먼즈는 균형 잡힌 공정한 사용을 통해 크리에이티브 작품을 출시할 수 있게 함으로써 리믹스 문화를 가능하게 하는 도구로서 License 세트를 출시하였다. 여러 회사 및 정부 조직에서 [flickr], [deviant]와 같은 다음 몇 년 동안 이러한 접근 방식과 라이센스를 적용했다. 그리고 [Europeana] 리믹스를 허용하는 CC 라이센스 옵션을 사용하거나 제공한다. 이러한 리믹스 문화를 다루는 웹 페이지에는 여러 가지가 있으며, 예를 들어 [ccMixter]가 2004년에 설립되었다.
[Brett Gaylor]의 2008년 영화 오픈 소스 영화[RiP!]: 리믹스 매니페스토]'는 "copyright의 개념 변경"을 문서화한다. 2012년 Canada의 Copyright Modernization Act에서는 비상업적 리믹스를 허용하는 새로운 면제를 명시적으로 추가했다. 2013년 미국 법원 판결[[Lenz v. Universal Music Corp.]은 아마추어 리믹스가 공정하게 사용될 수 있다는 것을 인정했으며, 저작권 소유자들은 DMCA Take down notice]를 수행하기 전에 [[공정한 사용]을 확인하고 존중해야 한다.

## 저작권
많은 국가의 [저작권법]에 따르면, 기존 저작물을 리믹스하려는 의도가 있는 사람은 누구나 소송의 대상이 된다. 왜냐하면 법은 저작물의 [지적재산권]을 보호하기 때문이다. 그러나 현행 저작권법은 콘텐츠의 샘플링을 막는 데 효과가 없는 것으로 입증되고 있다. 반면에 공정 사용은 광범위한 사용 사례를 다루지 않으며 경계선이 잘 확립 및 정의되지 않아 "공정 사용"에 따른 사용을 법적으로 위험하게 한다. 레시그는 특히 공정한 사용 사례를 위해 리믹스 문화를 합법화하기 위해서는 저작권법의 현재 상태에 변화가 필요하다고 주장한다. 그는 "구시대적인 저작권법이 우리 아이들을 범죄자로 만들었다"고 말한다.한 가지 제안은 서적 참조와 함께 사용되는 [인용] 시스템을 채택하는 것이다. 예술가는 그녀가 표본으로 추출한 지적 재산을 인용할 것이며, 이는 문학 참고 문헌에서 흔히 볼 수 있듯이 독창적인 창작자에게 공을 들일 것이다. 이를 위한 도구로서 로렌스 레식(Lawrence Lessig)은 예를 들어 Attribution을 요구하는 Creative CommonsI 라이선스를 제안했다.창작물의 일반적인 사용을 제한하지 않고 속성을(를) 사용한다. 한 걸음 더 나아가 창조적 콘텐츠는 무료 라이선스로 출시되어야 한다고 제안하는 [무료 콘텐츠] 운동이다. 저작권 개혁 운동은 학자[Rufus Pollock]가 논의한 것처럼 지나치게 긴 [저작권 용어]를 예를 들어 잘라 문제를 해결하려고 한다.
[요차이 벤클러]와 에레스 르우베니 같은 다른 저작권 학자들은 리믹스 문화와 밀접한 관련이 있는 아이디어를 발표하다 일부 학자들은 학계와 법률기관이 리믹스 기반의 문화로 바뀌어야 한다고 주장한다. 2015년 6월, "Remix Culture and Amateral Creative: A Copyright Delapy"라는 제목의 [WIPO] 기사에서는 "리믹스의 시대"와 [Copyright reform movement|Copyright reform]]의 필요성을 인정하였다.

## 충격 및 영향
2010년 2월 카토 연구소의 Julian Sanchez는 리믹스 활동의 사회적 가치를 높이 평가하며, 저작권은 "사회적 현실에 대해 행사될 수 있는 통제 수준"에 대해 평가되어야 한다고 언급했다. 밈은 또한 권력 서사의 한 형태로 일상의 사람들이 사용하는 도구일 뿐만 아니라 정치 항의의 한 형태가 되었다. 작가 Apryl Williams는 밈과 [Black Lives Matter] 운동에 대한 그것의 영향과 서술의 전환 능력에 대한 인식 제고에 대한 이 디지털 매체의 영향의 한 예로 주장한다.

Kirby Ferguson's description of the creative process for all original ideas — copy, transform, and combine — presented in a 2012 TED talk.

인기 비디오 시리즈인 [Kirby Ferguson]과 [TED 토크]에 따르면, 모든 것은 리믹스이고, 모든 원본은 기존의 물질로 만들어지고 리믹스된다. 그는 모든 지적 재산이 다른 저작물의 영향을 받는다면 저작권법은 불필요할 것이라고 주장한다. 퍼거슨은, 창조성의 세 가지 핵심 요소인 복사, 변형, 결합은 모든 독창적인 생각의 구성 요소이며, 파블로 피카소의 유명한 명언 "좋은 예술가는 모방한다, 위대한 예술가는 훔친다"를 바탕으로 한다고 설명했다.

### 비판
그러나 그 문화에는 비평가들이 표절의 비난을 받고 있다. 그의 2006년 책 Cult of the Amateur, [웹 2.0] 비평가 [앤드류 킨]은 그 문화를 비판한다. 2011년 UC Davis 교수 Thomas W.Joo는 리믹스 문화가 낭만적이라고 비판했다 자유 문화.반면 테리 하트는 2012년에 비슷한 비판의 노선을 가지고 있었다.

## 같이 보기
- 일반인 기반 공동 생산방식
- 문화 방해
- 팬덤
- 프로슈머